# Sajólászlófalva
Sajólászlófalva là một thị trấn thuộc hạt Borsod-Abaúj-Zemplén, Hungary. Thị trấn này có diện tích 6,62 km², dân số năm 2010 là 434 người, mật độ 66 người/km².